# Picea austropanlanica
Picea austropanlanica là một loài thực vật hạt trần trong họ Thông. Loài này được Silba miêu tả khoa học đầu tiên năm 1999.